# Olaf Wegner

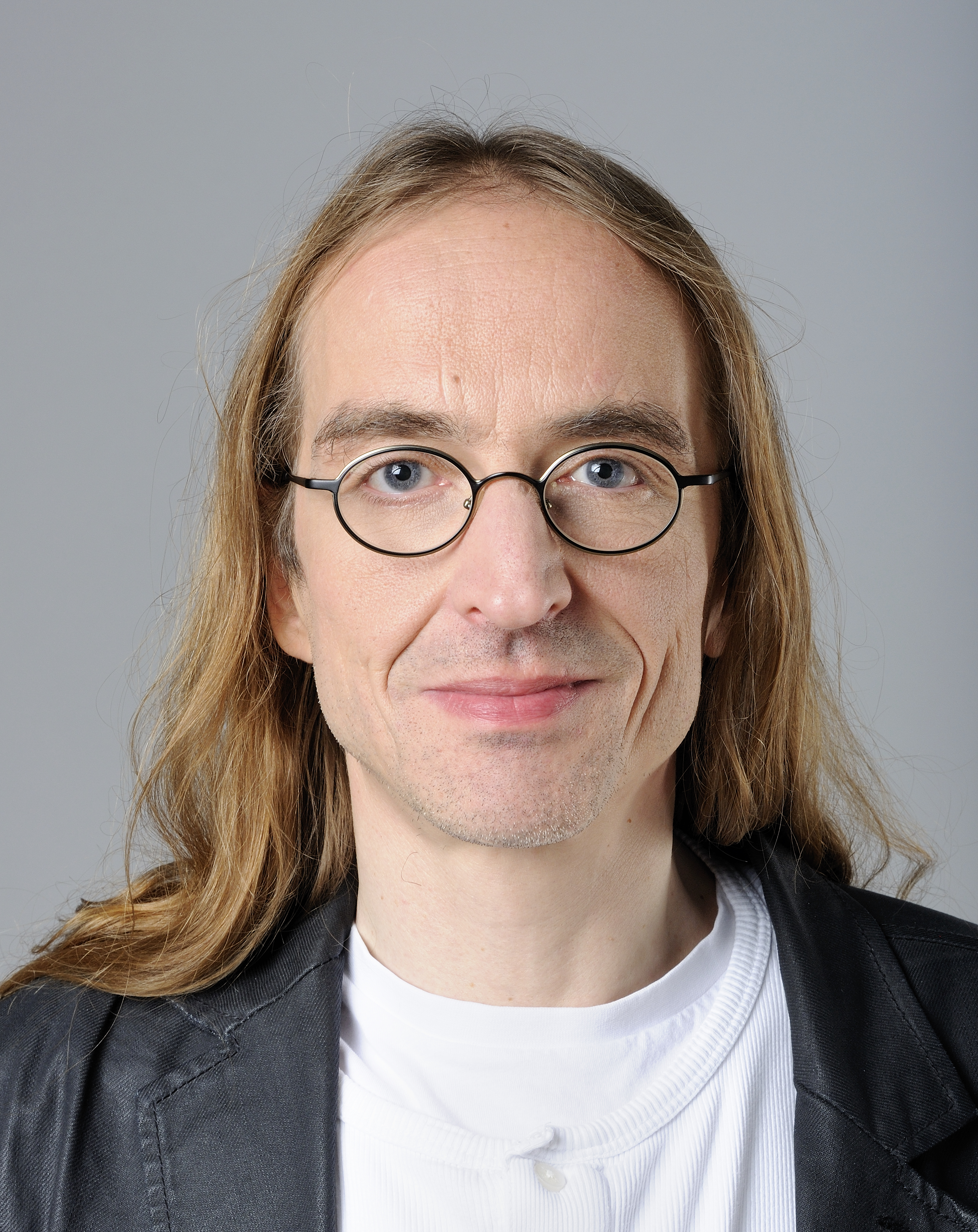
Olaf Wegner (2013).

Olaf Wegner (* 6. Februar 1967 in Wuppertal) ist ein deutscher Politiker der Piratenpartei und war nach der Landtagswahl in Nordrhein-Westfalen 2012 Mitglied des Landtages bis 2017.
Wegner ist seit dem 4. September 2009 Mitglied der Piratenpartei. Sein besonderes Interessen- und Arbeitsgebiet ist die Sozialpolitik. Er war Mitgründer des Arbeitskreises „Arbeit und Soziales“ der Piratenpartei. Für die Landtagswahl trat er im Landtagswahlkreis Wuppertal II an. Auf Platz 20 der Landesliste der Piratenpartei Nordrhein-Westfalen wurde Wegner am 13. Mai 2012 in den Landtag von Nordrhein-Westfalen gewählt. Er war Sozialpolitischer und Gesundheits-/Pflegepolitischer Sprecher der Piratenfraktion und ordentliches Mitglied im Ausschuss für Arbeit, Gesundheit und Soziales sowie Mitglied im Ausschuss für Familie, Kinder und Jugend. Stellvertretendes Mitglied ist er im Ausschuss für Bauen, Wohnen, Stadtentwicklung und Verkehr und im Ausschuss für Kommunalpolitik. Zudem war er Fraktionssprecher in der Enquetekommission Wohnungswirtschaftlicher Wandel und neue Finanzinvestoren auf den Wohnungsmärkten in NRW. Mit dem Ausscheiden der Piratenpartei aus dem Landtag nach der Landtagswahl in Nordrhein-Westfalen 2017 endete sein Mandat.
Wegner ist von Beruf Systemadministrator. Er ist verheiratet und wohnt in Wuppertal-Elberfeld.